# Adán Paniagua
Adán Onelio Paniagua Gómez, né le 30 novembre 1955, est un footballeur et entraîneur guatémaltèque. Il évoluait au poste d'attaquant.

## Biographie
Il est international guatémaltèque et participe aux Jeux olympiques de 1988. Lors du tournoi olympique, il joue deux matchs. À cette occasion il inscrit un but face à l'équipe d'Italie. Le Guatemala est éliminé au premier tour de la compétition. 
Il joue également 6 matchs comptant pour les tours préliminaires des coupes du monde, lors des éditions 1982 et 1990. À cette occasion il inscrit un but contre le Canada (défaite 3-2).
Il est l'entraîneur du club d'Halcones FC de 2013 à 2014,.